# Barbara McClintock
Barbara McClintock (16 tháng 6 năm 1902 – 2 tháng 9 năm 1992) là một nhà khoa học và di truyền học tế bào người Mỹ được trao Giải Nobel Sinh lý học và Y khoa năm 1983. McClintock (phát âm quốc tế: /muh-klin-toh k/, tiếng Việt: Măc-klin-tôc) nhận bằng tiến sĩ thực vật học từ Đại học Cornell vào năm 1927. Tại đây bà bắt đầu sự nghiệp của mình và trở thành người tiên phong nghiên cứu di truyền học tế bào của ngô (Zea mays L.), và đó cũng là mục tiêu nghiên cứu chính trong toàn bộ sự nghiệp của bà. Từ khoảng những năm 1930, McClintock nghiên cứu nhiễm sắc thể của ngô và sự thay đổi của chúng trong quá trình sinh sản. Bà đã phát triển kỹ thuật để dễ hình dung hơn về nhiễm sắc thể của ngô và kĩ thuật phân tích tế bào học (chủ yếu là qua kính hiển vi quang học) để chứng minh các ý tưởng của mình về di truyền ở cây ngô. Một trong những ý tưởng đó là nghiên cứu tái tổ hợp di truyền do trao đổi chéo nhiễm sắc thể trong giảm phân - một cơ chế của các nhiễm sắc thể tương đồng trao đổi thông tin di truyền. Bà là người đầu tiên đã lập ra bản đồ di truyền của ngô, trong đó có chỉ rõ các vùng nhiễm sắc thể liên hệ với các tính trạng cụ thể. Bà đã làm sáng tỏ vai trò của telomere và centromere, các vùng của nhiễm sắc thể quan trọng trong việc bảo tồn thông tin di truyền. Bà được công nhận là một trong những chuyên gia hàng đầu trong lĩnh vực này, được trao các quỹ hỗ trợ nghiên cứu danh giá, và được bầu làm viện sĩ Viện Hàn lâm Khoa học Quốc gia Hoa Kỳ năm 1944.
Trong hai thập niên 1940 và 1950, McClintock phát hiện sự chuyển vị (transposition) của các gen và vai trò "bật" và "tắt" của một số gen quy định tính trạng cụ thể. Bà đã phát triển các lý thuyết để giải thích sự ức chế và biểu hiện thông tin di truyền từ một thế hệ này sang thế hệ kế tiếp ở ngô. Công trình được công bố đầu tiên của bà về vấn đề này là từ năm 1948, nhưng không ai tin vì trái ngược hẳn với các quy luật Mendel và học thuyết di truyền nhiễm sắc thể đang "thống trị" đương thời. Sau đó ít lâu, bà cho đăng công trình nữa trên tờ báo khoa học "PNAS Classic Article-1950" với nhan đề "The origin and behavior of mutable loci in maize" (Nguồn gốc và hoạt động của các lô-cut có thể biến đổi ở cây ngô", nhưng vẫn không ai tin. Do sự hoài nghi về nghiên cứu của bà và những tác động của nó, bà đã ngừng công bố dữ liệu của mình vào năm 1953.
Sau đó, bà đã thực hiện một nghiên cứu sâu rộng về di truyền học tế bào (cytogenetics) và thực vật dân tộc học (ethnobotany) của các giống ngô từ Nam Mỹ. Nghiên cứu theo hướng này của McClintock đã được hiểu rõ trong những năm 1960 và 1970, khi các nhà khoa học khác xác nhận cơ chế thay đổi di truyền và điều hoà gen mà bà đã chứng minh trong nghiên cứu ngô của mình vào thập niên 1940 và 1950, nên giải thưởng Huân chương Khoa học Quốc gia (Hoa Kỳ) năm 1970 mới trao cho bà; và hơn 10 năm tiếp theo nữa (năm 1983) bà mới được nhận giải Nobel về Sinh lý học và Y khoa, lúc đó đã ở tuổi 80. Phát hiện gen nhảy của bà đã đi trước thời đại hơn 30 năm, nên cho tới nay bà là người phụ nữ duy nhất nhận giải Nobel Y học mà không phải chia sẻ cùng người khác. 

## Tuổi trẻ

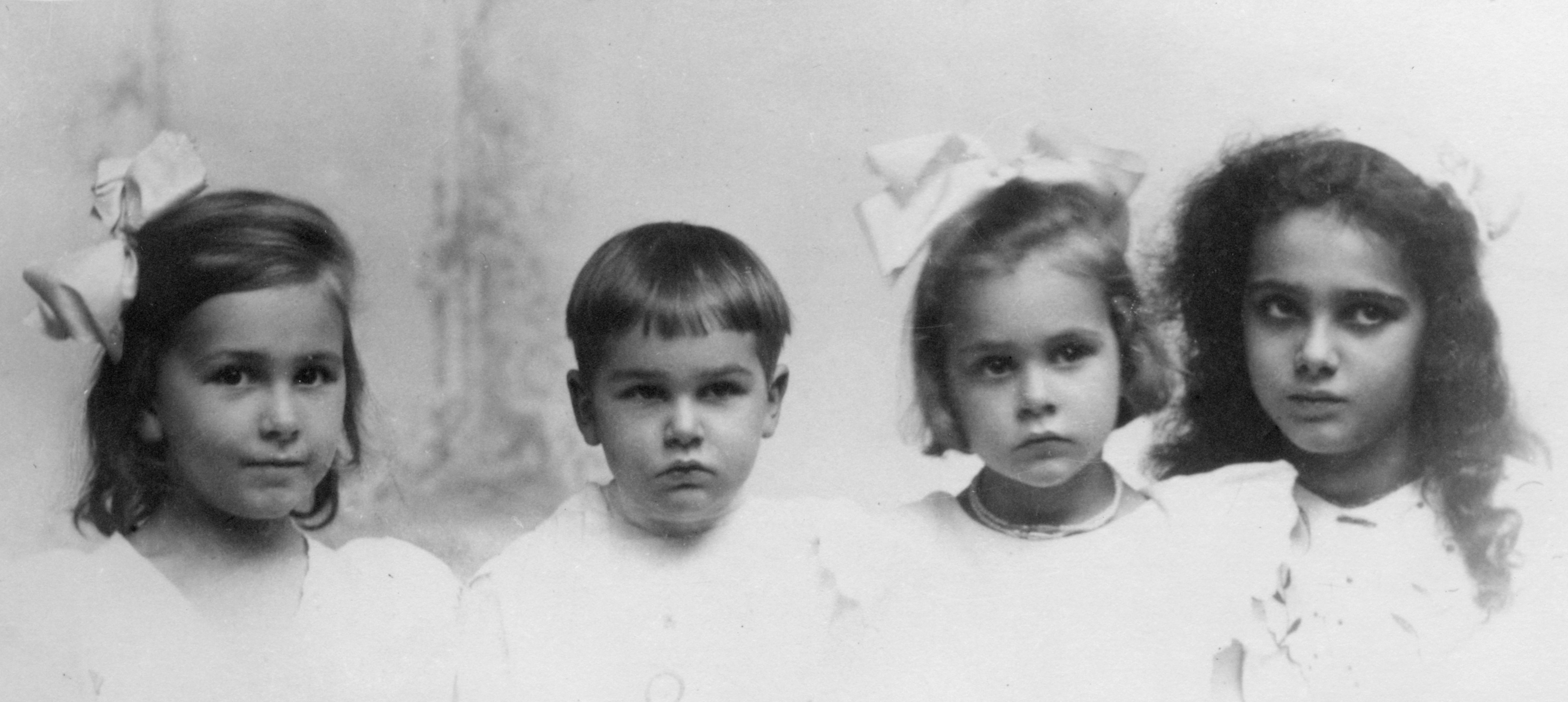
Hình 2: Các chị em nhà McClintock: (từ trái sang phải) Mignon, Malcolm Rider "Tom", Barbara và Marjorie.

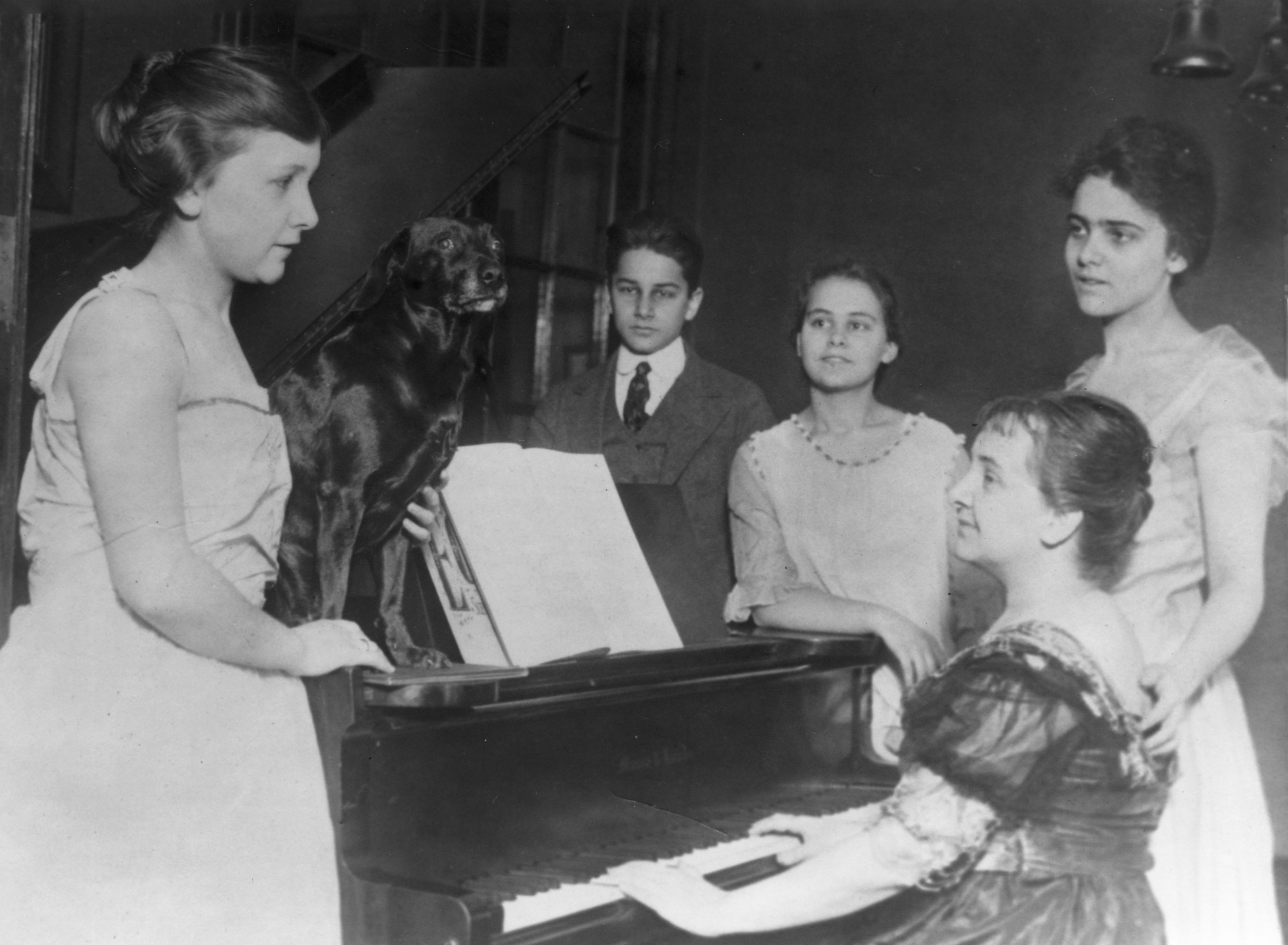
Hình 3: Một cảnh sinh hoạt gia đình McClintock. (Từ trái sang phải:) Mignon, Tom, Barbara, Marjorie và Sara (ngồi piano).

Barbara McClintock có tên khai sinh là Eleanor McClintock sinh ngày 16 tháng 6 năm 1902 tại Hartford, Connecticut, con thứ ba trong một gia đình bốn người con của thầy thuốc chữa bằng vi lượng đồng căn Thomas Henry McClintock và Sara Handy McClintock. Thomas McClintock là con của những người Anh nhập cư; Sara Ryder Handy là hậu duệ của gia đình người Mỹ Mayflower. Marjorie, chị cả, sinh tháng 10 năm 1898; Mignon, chị thứ hai, sinh tháng 11 năm 1900. Em trai út trong gia đình, Malcolm Rider (thường gọi Tom), sinh ra 18 tháng sau Barbara. Lúc nhỏ, bố mẹ bà nhận thấy tên gọi Eleanor, một tên gọi "nữ tính" và "thanh tú", không phù hợp với tính cách của bà, và họ đã chọn đổi sang tên Barbara. McClintock là một đứa trẻ thích độc lập bắt đầu từ khi còn rất trẻ, một đặc điểm mà sau này bà xác định là "có khả năng ở một mình" của bà. Từ ba tuổi cho đến khi bà bắt đầu đi học, McClintock sống với người dì và chú ở Brooklyn, New York để giảm gánh nặng tài chính cho bố mẹ trong khi bố cô thành lập phòng khám y khoa của mình. Cô được mô tả như một đứa trẻ đơn độc và độc lập. Cô gần gũi với cha mình, nhưng hay bất hòa với mẹ cô, mà căng thẳng đã bắt đầu khi cô còn trẻ.
Gia đình McClintock chuyển đến Brooklyn năm 1908 và McClintock hoàn tất chương trình trung học tại trường Trung học Erasmus Hall; cô tốt nhiệp năm 1919. Bà đã khám phá ra niềm say mê với khoa học và tái khẳng định tính cách cô đơn của mình trong thời gian học trung học. Bà muốn tiếp tục theo học nghiên cứu tại Trường Nông nghiệp thuộc Đại học Cornell. Nhưng mẹ cô lại phản đối McClintock tiếp tục học cao hơn, vì sợ rằng sau này bà sẽ sống độc thân. McClintock đã bị cản trở và gần như buộc phải thôi học, nhưng bố bà đã can thiệp đúng vào lúc thời điểm đăng ký học bắt đầu, và bà được tuyển vào Cornell năm 1919.

## Giáo dục và nghiên cứu ở Cornell
McClintock bắt đầu học tại trường Nông nghiệp Cornell năm 1919. Tại đây, cô tham gia vào hội sinh viên và được mời tham gia một hội nữ sinh, mặc dù cô sớm nhận ra rằng cô không thích tham gia các tổ chức hình thức. Thay vào đó, McClintock đã với âm nhạc, đặc biệt là nhạc jazz. Cô nghiên cứu thực vật học, nhận bằng Cử nhân năm 1923. Mối quan tâm của cô về di truyền học bắt đầu khi cô tham gia khóa học đầu tiên về lĩnh vực này vào năm 1921. Khóa học dựa trên một khóa học tương tự được tổ chức tại Đại học Harvard, và được giảng dạy bởi C. B. Hutchison, một nhà nhân giống cây trồng và nhà di truyền học. Hutchison rất ấn tượng với sự quan tâm của McClintock, và điện thoại mời cô tham gia khóa học di truyền sau đại học tại Cornell vào năm 1922. McClintock nói rằng lời mời của Hutchison là lý do để cô tiếp tục nghiên cứu di truyền học: "Rõ ràng, cuộc gọi điện thoại này đã làm thay đổi tương lai của tôi. Sau đó tôi đã ở lại với ngành di truyền học." Mặc dù đã có những quy định rằng phụ nữ không được ưu tiên trong ngành di truyền học tại Cornell, và do vậy bằng MS và PhD—bà được trao vào các năm tương ứng 1925 và 1927—được ghi chính thức là trong ngành thực vật học, các tra cứu lịch sử gần đây cho thấy phụ nữ nhận được bằng tốt nghiệp của Khoa Giống cây trồng ở Cornell trong thời gian McClintock đang là sinh viên ở Cornell.
Trong các nghiên cứu sau đại học của bà và được bổ nhiệm với tư cách là một người hướng dẫn môn thực vật, McClintock đã thành lập một nhóm nghiên cứu trong lĩnh vực di truyền học tế bào học mới ở ngô. Nhóm này đã tập hợp các nhà lai tạo thực vật và nhà di truyền học tế bào, và bao gồm Marcus Rhoades, người đoạt giải Nobel tương lai George Beadle và Harriet Creighton. Rollins A. Emerson, trưởng Khoa Giống cây trồng, đã ủng hộ những nỗ lực này, mặc dù ông không phải là nhà di truyền học tế bào.
Bà cũng trở thành trợ lý nghiên cứu cho Lowell Fitz Randolph và sau đó cho Lester W. Sharp, cả hai đều là những nhà thực vật học ở Cornell.
Nghiên cứu di truyền học tế bào của McClintock tập trung vào việc phát triển các cách để hình dung và mô tả các nhiễm sắc thể ở cây ngô. Một phần đặc biệt của nghiên cứu của bà đã ảnh hưởng đến một thế hệ sinh viên, vì nó đã được đưa vào nội dung trong hầu hết các sách giáo trình. Bà cũng đã phát triển một kỹ thuật sử dụng nhuộm màu đỏ yên chi để hình dung nhiễm sắc thể ngô, và lần đầu tiên cho thấy hình thái của 10 nhiễm sắc thể ở ngô. Có được phát hiện này bởi vì bà đã chọn quan sát các tế bào từ tiểu bào tử (microspore) thay vì từ chóp rễ như người khác đã thực hiện trước đó. Bằng cách xem xét hình thái các nhiễm sắc thể, McClintock có thể liên kết các nhóm nhiễm sắc thể đặc trưng của các tính trạng được thừa hưởng cùng nhau. Marcus Rhoades cho rằng bài báo của McClintock trên tạp chí Genetics năm 1929 về đặc điểm các nhiễm sắc thể tam bội của ngô đã tạo ra sự quan tâm khoa học đến di truyền tế bào ở ngô, với 10 trong 17 tiến bộ đáng kể trong lĩnh vực này được thực hiện bởi các nhà khoa học Cornell từ năm 1929 đến năm 1935.
Năm 1930, McClintock là người đầu tiên mô tả sự tương tác chéo của các nhiễm sắc thể tương đồng trong quá trình giảm phân. Năm sau, McClintock và Creighton đã chứng minh mối liên hệ giữa sự trao đổi chéo nhiễm sắc thể trong quá trình giảm phân và tái tổ hợp các đặc điểm di truyền. Họ đã quan sát bằng cách nào mà tái tổ hợp các nhiễm sắc thể nhìn dưới một kính hiển vi có tương quan với những đặc điểm tính trạng mới. Cho đến thời điểm này, các nhà khoa học chỉ được đưa ra giả thuyết rằng tái tổ hợp di truyền có thể xảy ra trong quá trình giảm phân, mặc dù nó chưa được chứng minh về mặt di truyền. McClintock công bố bản đồ liên kết di truyền đầu tiên của cây ngô vào năm 1931, chỉ ra thứ tự của ba gen trên nhiễm sắc thể số 9 của ngô. Thông tin này đã cung cấp dữ liệu cần thiết cho nghiên cứu trao đổi chéo mà bà công bố cùng với Creighton; họ cũng chỉ ra rằng trao đổi chéo xảy ra ở các nhiễm sắc tử chị em cũng như ở các nhiễm sắc thể tương đồng. Năm 1938, bà thực hiện phân tích di truyền tế bào của tâm động (centromere), miêu tả chức năng và tổ chức của centromere, cũng như phát hiện thấy nó có thể phân chia.
Các công bố đột phá của McClintock, và được sự ủng hộ từ các đồng nghiệp của bà, đã dẫn đến việc bà được trao tặng một số học bổng hậu tiến sĩ từ Hội đồng Nghiên cứu Quốc gia. Kinh phí này cho phép bà tiếp tục nghiên cứu di truyền học tại Cornell, Đại học Missouri và Viện Công nghệ California, nơi bà làm việc với E. G. Anderson. Vào mùa hè năm 1931 và 1932, bà làm việc tại Missouri với nhà di truyền học Lewis Stadler, người đã giới thiệu đến bà phương pháp sử dụng tia X làm tác nhân gây đột biến. Tiếp xúc với tia X có thể làm tăng tỷ lệ đột biến trên mức nền tự nhiên, làm cho nó trở thành một công cụ nghiên cứu mạnh mẽ trong di truyền học. Thông qua nghiên cứu của mình với ngô biến đổi gen bằng X-quang, bà nhận ra nhiễm sắc thể vòng (ring chromosome), hình thành khi hai đầu của một nhiễm sắc thể kết hợp với nhau sau khi bị tổn thương bức xạ. Từ bằng chứng này, McClintock đưa ra giả thuyết rằng phải có một cấu trúc trên đầu nhiễm sắc thể mà bình thường sẽ đảm bảo sự ổn định. Bà đã chỉ ra rằng sự mất mát của các nhiễm sắc thể vòng ở giảm phân gây ra nhiều đốm màu khác nhau (variegation) trong tán lá ngô ở các thế hệ sau khi chiếu xạ do sự xóa nhiễm sắc thể. Trong thời gian này, bà đã chứng minh sự có mặt của vùng tổ chức nhân con (nucleolus organizer region) trên một vùng thuộc nhiễm sắc thể số 6 của ngô, mà cần thiết cho sự hình thành nhân con. Năm 1933, bà khẳng định rằng tế bào có thể bị nguy hại khi xảy ra hiện tượng tái tổ hợp không tương đồng (nonhomologous recombination). Cũng trong thời gian này, McClintock giả thiết rằng hai đầu của nhiễm sắc thể được bảo vệ bằng các telomere.
McClintock đã nhận được học bổng từ Quỹ Guggenheim cho phép bà sang Đức đào tạo sáu tháng trong năm 1933 và 1934. Bà dự định nghiên cứu cùng Curt Stern, người đã chứng minh trao đổi chéo ở nhiễm sắc thể Drosophila chỉ vài tuần sau khi McClintock và Creighton thực hiện tương tự; tuy nhiên, Stern đã nhập cư vào Hoa Kỳ. Thay vì vậy, bà chuyển sang làm việc cùng Richard B. Goldschmidt, người từng lãnh đạo Viện Kaiser Wilhelm. Bà buộc phải rời Đức sớm vì những căng thẳng chính trị ở châu Âu, và trở lại Cornell làm việc tại đây cho đến 1936, khi bà chấp nhận vị trí Phó Giáo sư do Lewis Stadler đề nghị tại Khoa Thực vật ở Đại học Missouri-Columbia. Trong khi đang ở Cornell, bà cũng nhận được hỗ trợ hai năm từ Quỹ Rockefeller thông qua các nỗ lực của Emerson.

## Đại học Missouri

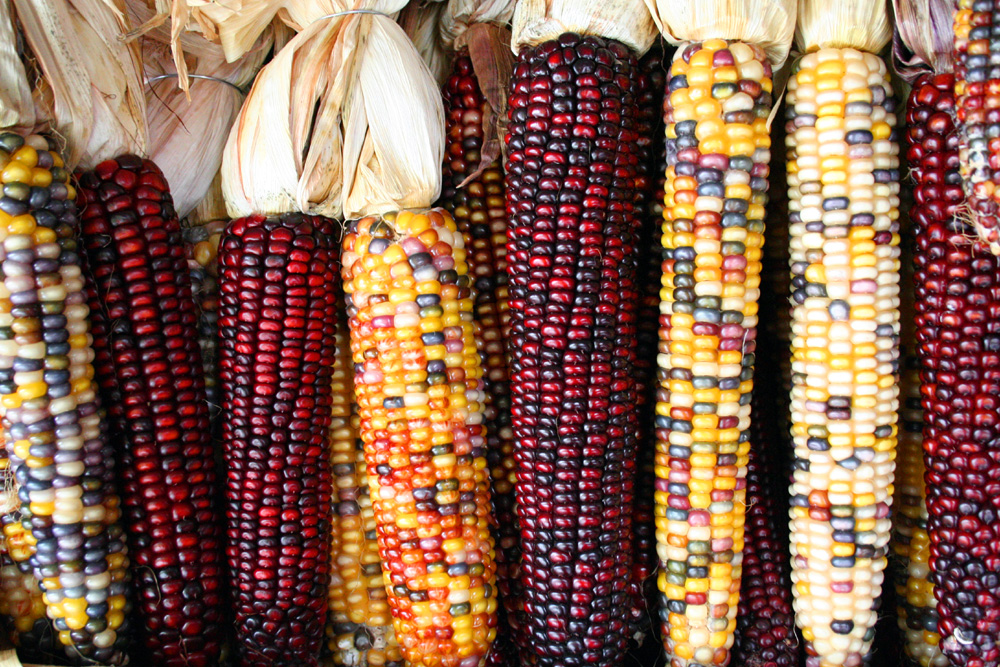
Hình 4: Ảnh chụp các dạng màu khảm của ngô.

Trong thời gian ở Missouri, McClintock đã mở rộng nghiên cứu của mình về ảnh hưởng của tia X đối với tế bào ngô. McClintock quan sát sự đứt gãy và hợp nhất của nhiễm sắc thể trong các tế bào ngô được chiếu xạ. Bà cũng có thể chỉ ra rằng, ở một số thực vật, sự đứt gãy nhiễm sắc thể tự phát xảy ra ở các tế bào nội nhũ (endosperm). Trong quá trình nguyên phân, bà quan sát thấy rằng các đầu cuối của chromatid (nhiễm sắc tử) bị gãy được nối lại sau khi tái bản nhiễm sắc thể. Ở kỳ sau (anaphase) của nguyên phân, những nhiễm sắc thể bị gãy tạo thành một cầu nối chromatid, mà bị gãy khi các chromatid di chuyển đến các cực của tế bào. Các đầu cuối của điểm gãy được nối lại ở kỳ trung gian (interphase) của lần nguyên phân tiếp theo, và quá trình này được tiếp tục lặp lại, gây ra đột biến trên quy mô lớn, mà bà phát hiện thấy như là những đốm có màu khác nhau trong nội nhũ. Chu kỳ đứt gãy-gắn lại-cầu nối (breakage–rejoining–bridge cycle) là một khám phá quan trọng của di truyền học tế bào vì một vài lý do. Đầu tiên, nó chứng tỏ sự gắn lại các nhiễm sắc thể không phải là một sự kiện ngẫu nhiên, và thứ hai, nó chứng tỏ nguyên nhân gây khuếch đại đột biến. Vì vậy, chu kỳ này vẫn là một chủ đề nghiên cứu sôi động của nghiên cứu ung thư ngày nay.
Mặc dù nghiên cứu của bà diễn ra tại Missouri, McClintock đã không thỏa mãn với vị trí của mình tại đại học. Bà nhớ lại đã bị cho ra rìa khỏi những cuộc họp của khoa, và không được thông báo về những vị trí đang tuyển dụng ở những viện nghiên cứu khác. Năm 1940, bà viết thư đến Charles Burnham, "Tôi đã quyết định rằng, tôi phải tìm một vị trí khác. Cho đến khi tôi có thể rời đi, chẳng còn nghiên cứu thêm gì thực hiện ở đây. Tôi là trợ lý giáo sư với mức lương $3.000 và tôi cảm thấy chắc chắn rằng điều này làm giới hạn đối với tôi." Ban đầu, vị trí của McClintock phần lớn là ở nỗ lực của Stadler, và có thể nó phụ thuộc vào vị trí của ông ở trường đại học. McClintock tin rằng bà sẽ không nhận vị trí dài hạn ở Missouri, cho dù theo như một số nguồn tin, bà biết rằng bà sẽ được trường Missouri đề cử vào vị trí chính thức vào mùa xuân năm 1942. Các nghiên cứu lịch sử cho thấy McClintock dường như quyết định rời khỏi Missouri bởi vì ba không tin tưởng ở những người quản lý trực tiếp và ban quản trị của đại học, khi phát hiện ra nguy cơ bị mất công việc nếu như Stadler chuyển đến Caltech, mà ông đang xem xét thực hiện. Sự trả đũa của trường đại học chống lại Stadler đã càng làm thổi bùng lên tâm tư của bà.
Đầu năm 1941, bà quyết định rời khỏi Missouri với hy vọng sẽ tìm được công việc ở nơi khác. Bà chấp nhận vị trí giáo sư thỉnh giảng tại Đại học Columbia, nơi cựu đồng nghiệp hồi ở Cornell là Marcus Rhoades đang làm giáo sư ở đây. Rhoades cũng đề nghị chia sẻ nghiên cứu của ông ở Cold Spring Harbor trên Long Island. Tháng 12 năm 1941, bà được đề nghị một vị trí nghiên cứu bởi Milislav Demerec, giám đốc tạm quyền mới được bổ nhiệm của Khoa Di truyền học ở Phòng thí nghiệm Cold Spring Harbor thuộc Viện Khoa học Carnegie; McClintock chấp nhận lời mời mặc dù có những sự băn khoăn và trở thành thành viên dài hạn của khoa.

## Cold Spring Harbor
Sau một năm được bổ nhiệm tạm thời, McClintock đã chấp nhận một vị trí nghiên cứu toàn thời gian tại Phòng thí nghiệm Cold Spring Harbor. Ở đó, bà đã làm việc rất hiệu quả và tiếp tục công việc của mình về chu kỳ đứt gãy-gắn lại-cầu nối, sử dụng nó để thay thế cho tia X như một công cụ để lập bản đồ các gen mới. Năm 1944, để công nhận sự nổi bật của bà trong lĩnh vực di truyền học trong thời gian này, McClintock được bầu vào Viện Hàn lâm Khoa học Quốc gia - chỉ là phụ nữ thứ ba được bầu vào viện cho đến lúc đó. Cùng năm này, bà trở thành nữ chủ tịch đầu tiên của Hiệp hội Di truyền học Hoa Kỳ; mà bà từng là phó chủ tịch vào năm 1939. Năm 1944 bà thực hiện phân tích di truyền tế bào của Neurospora crassa theo đề xuất của George Beadle, người từng sử dụng nấm để chứng tỏ mối quan hệ một gene–một enzyme. Ông mời bà đến Đại học Stanford để thực hiện nghiên cứu. Bà đã thành công miêu tả số nhiễm sắc thể, hay kiểu nhân (karyotype), của N. crassa và miêu tả toàn bộ vòng đời của loài này. Beadle nói rằng "Barbara, trong hai tháng ở Stanford, đã thực hiện nghiên cứu về di truyền tế bào của Neurospora nhiều hơn bất cứ nhà di truyền học tế bào trước đây về mọi dạng của nấm."  N. crassa từ đó đã trở thành loài mô hình cho các phân tích di truyền cổ điển.

### Khám phá các yếu tố kiểm soát

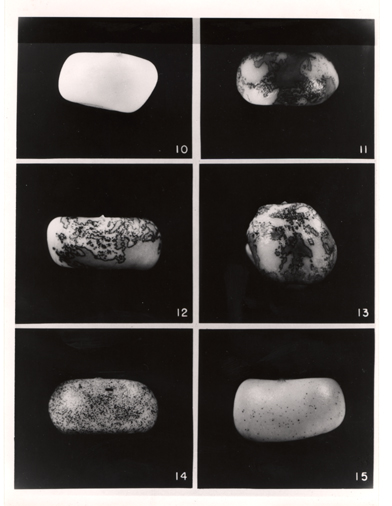
Mối quan hệ của Ac/Ds trong việc kiểm soát các yếu tố và màu khảm của ngô. Các hạt giống trong ảnh 10 là không màu, không có yếu tố Ac hiện diện và Ds ức chế sự tổng hợp của các sắc tố màu được gọi là anthocyanin. Trong ảnh 11-13, một bản sao của Ac có mặt. Ds có thể di chuyển và một số anthocyanin được tổng hợp, tạo ra một mẫu khảm. Ở hạt trong ảnh 14 có hai yếu tố Ac và trong ảnh 15 có ba.

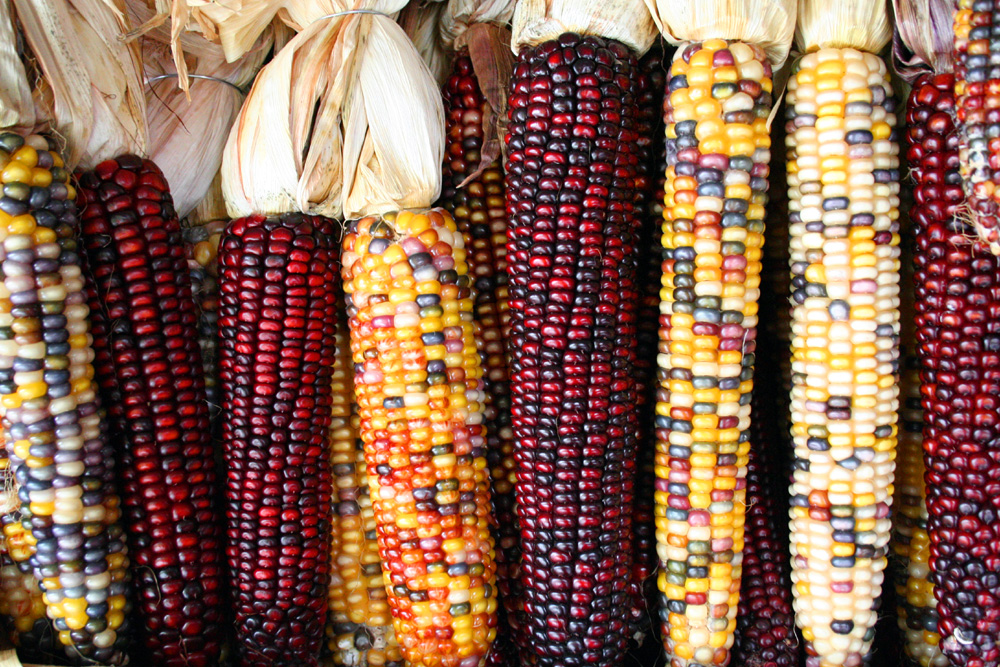
Các bắp ngô với hạt có nhiều màu sắc khác nhau

Mùa hè năm 1944 tại Phòng thí nghiệm Cold Spring Harbor, McClintock bắt đầu nghiên cứu một cách hệ thống về cơ chế hình thành các đặc điểm màu khảm ở hạt ngô và sự di truyền không ổn định các đặc điểm khảm này. Bà đã xác định được hai lô-cut di truyền trội và tương tác mới mà bà đặt tên là Dissociation (Ds, yếu tố phân ly) và Activator (Ac, yếu tố hoạt hóa). Bà phát hiện ra rằng Dissociation không chỉ tách rời hoặc làm đứt gãy nhiễm sắc thể, nó cũng có một loạt các hiệu ứng trên các gen lân cận khi Activator cũng có mặt, trong đó bao gồm một số đột biến ổn định trở lên không ổn định. Đầu năm 1948, bà đã có phát hiện ngạc nhiên rằng cả Dissociation và Activator đều có thể chuyển vị (transpose), hoặc thay đổi vị trí, trên nhiễm sắc thể.
Bà đã quan sát thấy hiệu ứng của sự chuyển vị của Ac và Ds bằng cách thay đổi các mô hình tạo màu trong hạt ngô qua các thế hệ được kiểm soát chéo, và mô tả mối quan hệ giữa hai lô-cut thông qua phân tích dữ liệu phức tạp thu được dưới kính hiển vi. Bà kết luận rằng Ac kiểm soát sự chuyển vị của Ds từ nhiễm sắc thể số 9, và sự di chuyển của Ds đi kèm với sự đứt gãy của nhiễm sắc thể. Khi Ds chuyển vị, gen kiểm soát protein aleurone sắc tố được giải phóng khỏi hiệu ứng ức chế từ Ds và gen này trở thành dạng hoạt động, dẫn đến khởi động tổng hợp sắc tố trong tế bào. Sự chuyển vị của Ds trong các gen khác nhau là ngẫu nhiên, ở một số thì chuyển vị còn một số thì không, kết quả tạo ra kiểu hình màu khảm ở hạt ngô. Kích thước đốm màu trên hạt được quy định bởi giai đoạn phát triển của hạt trong quá trình phân ly. McClintock cũng tìm thấy sự vận động của Ds được xác định bởi số lượng bản sao của Ac trong tế bào.
Vào khoảng những năm 1940, bà đã phát triển một lý thuyết cho rằng các yếu tố vận động này điều hòa gen bằng cách ức chế hoặc điều chỉnh sự hoạt động của chúng. Bà coi Dissociation và Activator như là "các đơn vị kiểm soát" - và sau đó là "các yếu tố kiểm soát" - để phân biệt chúng với gen. Bà nêu giả thuyết rằng điều hòa gen có thể giải thích cho bằng cách nào mà các sinh vật đa bào phức tạp sản sinh các tế bào từ cùng bộ gen giống nhau nhưng lại cho các tế bào có chức năng khác nhau. Khám phá của McClintock đã đặt ra thách thức cho Di truyền học đương thời, bởi vì theo học thuyết di truyền nhiễm sắc thể thời đó, thì bộ gen trên nhiễm sắc thể như là một tập hợp thông tin di truyền ổn định, mà các lô-cut gen trên đó được truyền cho con một cách "trật tự" dù có gen hoán vị. Năm 1948, bà đã công bố bài báo quan trọng về sự chuyển vị gen trên niên giám "Carnegie Yearbook 1947-1948"; sau đó đến năm 1950 là ý tưởng về Ac/Ds và điều hòa gen với nhan đề "The origin and behavior of mutable loci in maize" (Nguồn gốc và hoạt động của các lô-cut có thể biến đổi ở ngô) trên tờ PNAS Classic Article vốn là tiền thân tạp chí Proceedings of the National Academy of Sciences hiện nay. Hè năm 1951, bà thực hiện thuyết trình về nguồn gốc và hành vi của các lô-cut có thể đột biến ở ngô tại hội thảo hàng năm ở Phòng thí nghiệm Cold Spring Harbor, trình bày bài báo với cùng tên gọi. Bài báo tập trung sâu vào sự bất ổn định gây bởi Ds và Ac hoặc chỉ Ac trong bốn gene, cùng với xu hướng của những gen này đảo ngược theo cách không dự đoán được trở về kiểu dại. Bà cũng nhận ra một "họ" các transposon, mà không tương tác qua lại với nhau.
Nghiên cứu của bà về các yếu tố kiểm soát và điều hòa gen khi đó gặp khó khăn về mặt khái niệm và không được những người cùng thời bà hiểu hay chấp nhận ngay; bà đã mô tả sự tiếp nhận nghiên cứu của mình là "bối rối, thậm chí thù địch". Cho dù vậy, McClintock vẫn tiếp tục phát triển những ý tưởng của bà về các yếu tố kiểm soát. Bà công bố một bài báo trong tạp chí Genetics năm 1953, trong đó bà trình bày mọi dữ liệu thống kê của mình, và thực hiện một loạt các bài giảng tại nhiều đại học trong thập niên 1950 để diễn đạt về nghiên cứu của bà. Bà tiếp tục khảo sát vấn đề và nhận ra một yếu tố mới và gọi là Suppressor-mutator (Spm), mà mặc dù giống với Ac/Ds, lại hoạt động theo cách phức tạp hơn. Giống với Ac/Ds, một số phiên bản có thể chuyển vị chính bản thân chúng còn một số thì không; không giống với Ac/Ds ở chỗ, khi có mặt, nó hoàn toàn ức chế sự biểu hiện của các gen đột biến khi bình thường chúng không hoàn toàn bị ức chế. Do có những phản ứng của những nhà khoa học khác về nghiên cứu của mình, McClintock cảm thấy bà có nguy cơ đi chệch khỏi dòng nghiên cứu khoa học chính thời bấy giờ, và bắt đầu từ năm 1953 bà đã dừng mọi công bố nghiên cứu về các yếu tố kiểm soát.

### Nguồn gốc của ngô

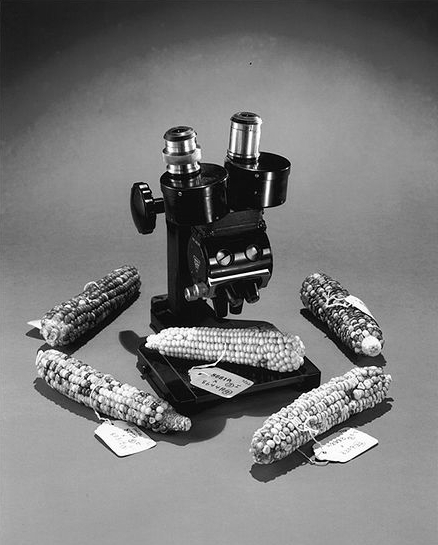
Hình 5: Kính hiển vi của McClintock và các mẫu bắp ngô được trưng bày tại Bảo tàng Lịch sử Tự nhiên Quốc gia Hoa Kỳ

## Giải thưởng và vinh dự

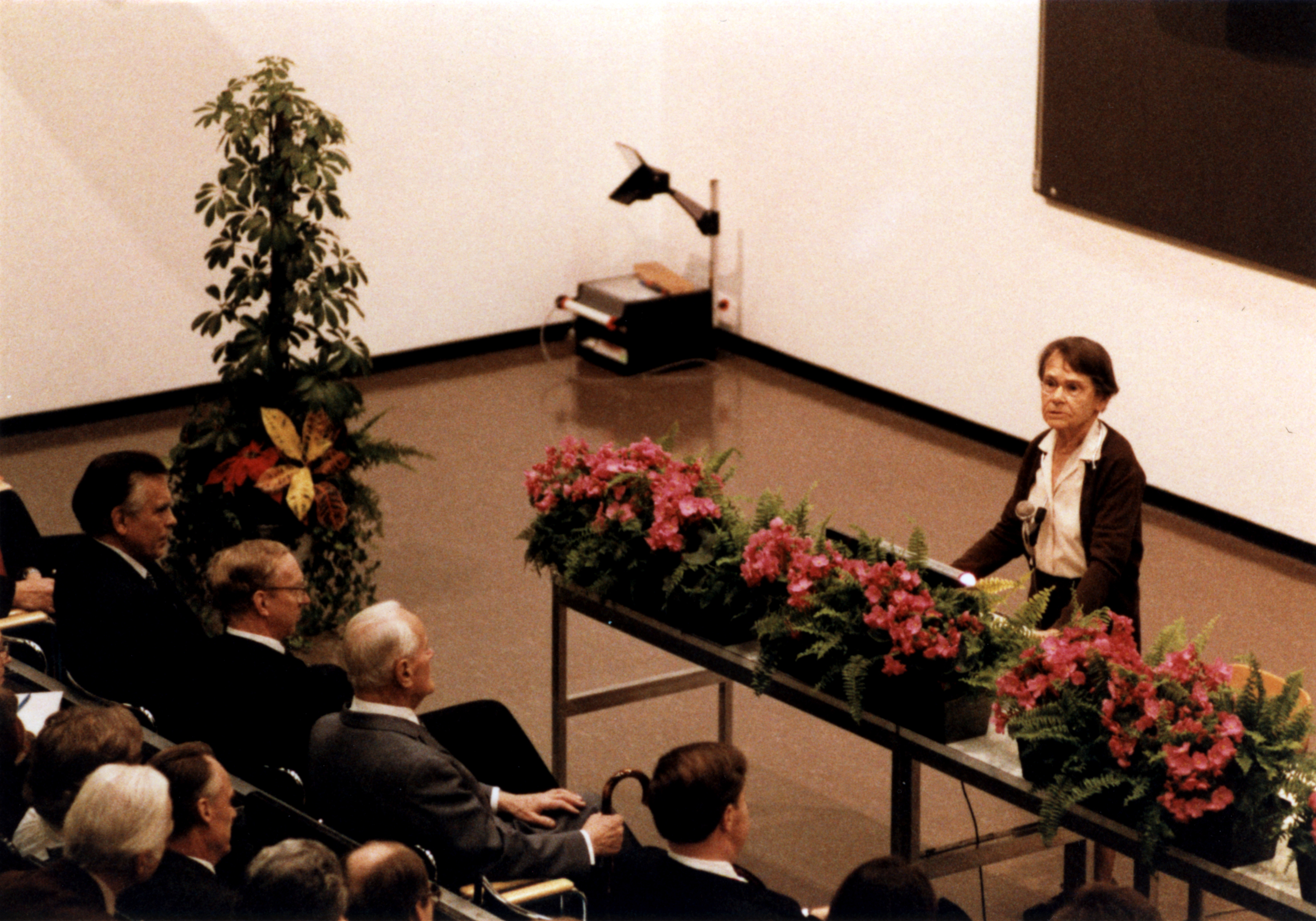
Hình 6: McClintock phát biểu ở lễ trao giải Nobel.